# Лежепёков, Никита Евстафьевич
Никита Евстафьевич Лежепёков (1911 — ?) — бригадир тракторной бригады колхоза «Путь к рассвету» Кромского района Орловской области, член КПСС, Герой Социалистического Труда, участник Великой Отечественной войны.

## Биография
Родился в 1911 году в деревне Рассыльной Кромского района. В начале 1930-х годов в деревне коммунисты организовали небольшой колхоз. Записались в него и Лежепёковы. Никита пошёл учиться сначала на тракториста, затем на бригадира. В конце 1930-х участвовал в военных операциях Советского Союза в Западной Белоруссии, Эстонии и Советско-Финской кампании. С началом ВОВ был призван в армию. В декабре 1944 года получил тяжёлое ранение и после излечения был комиссован. Вернулся домой в пустой дом. Жену убило осколком от снаряда, детей взяла к себе родственница. Пришлось начинать жизнь сначала. Создал тракторную бригаду, нашёл механизаторов. Собрали по окрестностям разбитые тракторы-«колёсники». И уже в 1948 году пришла высокая награда. Указом Президиума Верховного Совета СССР за «… исключительные заслуги перед государством, выразившиеся в получении в 1947 году в обслуживаемых колхозах рекордных урожаев конопли …» было присвоено звание Героя Социалистического Труда. Награду под номером 004767 вручили в Орле. Проживал в родной деревне Рассыльной.

## Награды
- Герой Социалистического Труда
- Орден Ленина (1948)
- Орден Отечественной войны II степени (1985)
- Медали